# Agave cantala
Agave cantala ist eine Pflanzenart aus der Gattung der Agaven (Agave). Das Epitheton der Art leitet sich möglicherweise von einem asiatischen Trivialnamen für die Pflanzen ab.

## Beschreibung
Agave cantala wächst mit 30 bis 60 Zentimeter hohen Stämmen und bildet lockere, hohe und schlanke Rosetten von 2 bis 2,5 Metern Durchmesser die Ausläufer bilden. Die dünnen, oft zurückgebogenen Laubblätter sind linealisch. Sie sind zur Basis hin rundlich gekielt und zur Blattspitze hin lang zugespitzt. Die hell- oder dunkelgrünen Blätter sind 150 bis 200 Zentimeter lang und 7 bis 9 Zentimeter breit. Sie sind auf der Unterseite der Blattspreite rau, auf der Oberseite hingegen glatt. Der Blattrand ist gerade. An ihm befinden sich in einem Abstand von meist 2 bis 3 Zentimetern braune, vorwärts gebogene Randzähne, die zur Spitze hin weniger werden oder ganz fehlen und von denen die größeren 3 bis 4 Millimeter lang sind. Der Enddorn ist nur 0,5 bis 1,5 Zentimeter lang.
Der 6 bis 8 Meter hohe rispige Blütenstand hat einen schlanken Schaft. Seine etwa 20 lockeren Teilblütenstände befinden sich in der oberen Hälfte des Blütenstandes und tragen manchmal Bulbillen. Die schlanken Einzelblüten sind 70 bis 85 Millimeter lang. Ihre Tepalen sind grünlich, purpurfarben oder rötlich überhaucht. Sie besitzen fast gleiche Zipfel von 25 bis 28 Millimeter Länge. Die Blütenröhre ist 14 bis 17 Millimeter lang. Es sind sechs lange, ausladende Staubblätter vorhanden. Der Fruchtknoten ist unterständig.
Die Chromosomenzahl beträgt 2n = 90.

## Systematik und Verbreitung
Agave cantala ist nicht aus der Natur bekannt. Sie soll aus Mexiko stammen, von wo sie nach Südostasien transportiert worden sein soll.
Die Erstbeschreibung als Furcraea cantala durch Adrian Hardy Haworth wurde 1819 veröffentlicht. Er verwies darin auf den Namen Agave cantala der 1814 von William Roxburgh verwendet wurde. Joseph zu Salm-Reifferscheidt-Dyck stellte die Art 1822 in die Gattung Agave.
Es werden folgende Varietäten unterschieden:
- Agave cantala var. cantala
- Agave cantala var. acuispina (Trel.) Gentry

## Nutzung
Agave cantala wird weltweit, vor allem jedoch in Südostasien kultiviert. Aus den Blättern werden Maguey- oder Cantalafasern gewonnen, diese sind sehr ähnlich wie Sisalfasern.

## Nachweise